# 齋藤富雄
齋藤 富雄（さいとう とみお、1945年1月20日 - ）は、日本の元地方公務員。西播磨県民局長や、兵庫県副知事、兵庫県顧問等を経て、神戸山手大学学長兼関西国際大学副学長を歴任した。兵庫県立大学特任教授。

## 人物・経歴
兵庫県出石郡出石町（現豊岡市）出身。1963年兵庫県立出石高等学校卒業、兵庫県入庁。1969年関西大学法学部法律学科卒業、1990年兵庫県知事公室秘書課長。1993年兵庫県知事公室次長兼秘書課長。1995年兵庫県西播磨県民局長。1996年初代兵庫県防災監。2001年兵庫県出納長。2001年兵庫県副知事。
2005年兵庫県国際交流協会理事長。2009年兵庫県顧問。2010年神戸学院大学客員教授。2011年兵庫県立大学特任教授、関西学院大学非常勤講師、JICA国際協力感謝賞受賞。2012年神戸大学非常勤講師。2015年瑞宝中綬章受章。2016年関西国際大学セーフティマネジメント教育研究センター長、関西国際大学基盤教育機構教授。
2019年から神戸山手大学学長と関西国際大学副学長を兼務し、両大学の統合にあたった。この間、社会貢献学会副会長、文部科学省地震調査研究推進本部専門委員、中央防災会議専門委員、ひょうご防災連携フォーラム代表等も歴任した。

## 著書
- 『翔べフェニックス』阪神・淡路大震災記念協会 2005年
- 『翔べフェニックスⅡ』阪神・淡路大震災記念協会 2005年
- 『映画に学ぶ危機管理』晃洋書房 2018年